# McCormick
McCormick és una població dels Estats Units a l'estat de Carolina del Sud. Segons el cens del 2000 tenia 1.489 habitants.

## Demografia
Segons el cens del 2000, McCormick tenia 1.489 habitants, 657 habitatges i 400 famílies. La densitat de població era de 152,9 habitants/km².
Dels 657 habitatges en un 26,3% hi vivien nens de menys de 18 anys, en un 33,3% hi vivien parelles casades, en un 23,9% dones solteres, i en un 39,1% no eren unitats familiars. En el 37,4% dels habitatges hi vivien persones soles el 16% de les quals corresponia a persones de 65 anys o més que vivien soles. El nombre mitjà de persones vivint en cada habitatge era de 2,24 i el nombre mitjà de persones que vivien en cada família era de 2,95.
Per edats la població es repartia de la següent manera: un 24% tenia menys de 18 anys, un 8,6% entre 18 i 24, un 22,5% entre 25 i 44, un 26,3% de 45 a 60 i un 18,7% 65 anys o més.
L'edat mediana era de 41 anys. Per cada 100 dones de 18 o més anys hi havia 75,8 homes.
La renda mediana per habitatge era de 19.688 $ i la renda mediana per família de 34.375 $. Els homes tenien una renda mediana de 26.027 $ mentre que les dones 20.263 $. La renda per capita de la població era de 14.338 $. Entorn del 20,7% de les famílies i el 26,8% de la població estaven per davall del llindar de pobresa.

## Poblacions més properes
El següent diagrama mostra les poblacions més properes.